# Tramway d'Oufa
Le tramway d'Oufa est le réseau de tramways de la ville d'Oufa, capitale de Bachkirie, en Russie. Le réseau comporte dix-neuf lignes. Il est officiellement mis en service le 1er février 1937.